# High-Speed Interconnect

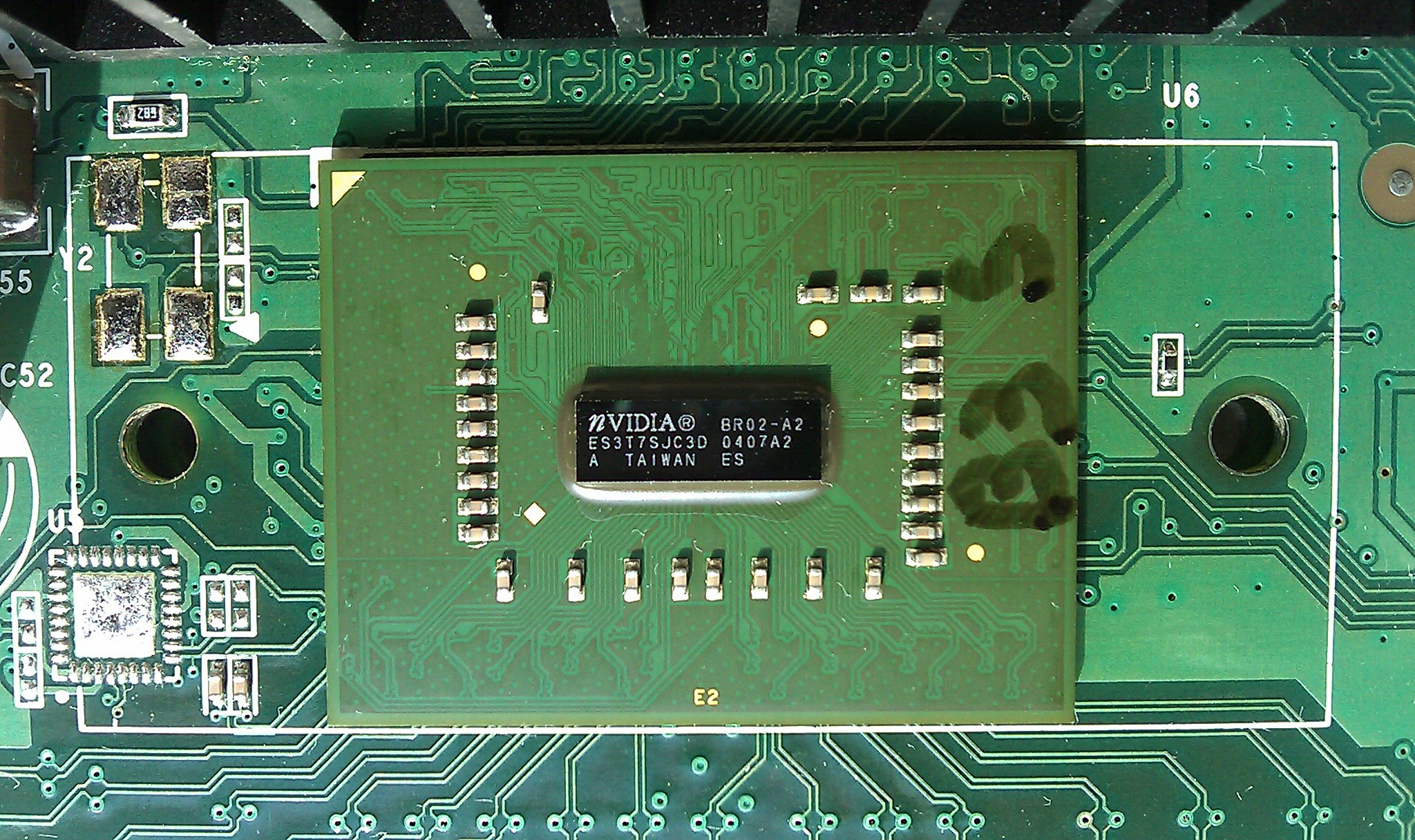
Eigenständiger HSI-Chip (BR02-A2)

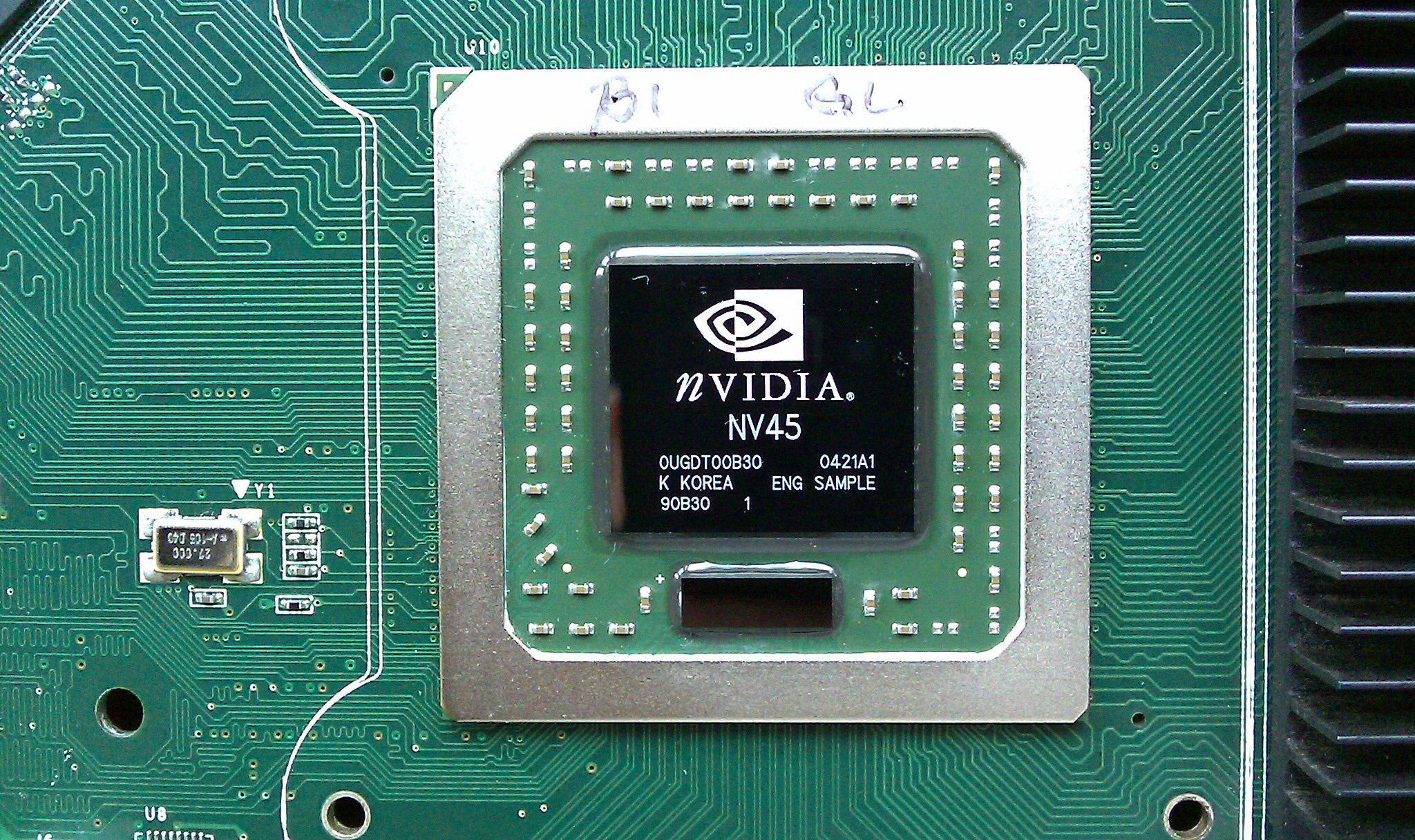
HSI-Chip am Package einer NV45 GPU (unten mittig)

High-Speed Interconnect (oft mit HSI oder HSI-Bridge abgekürzt) ist ein im Jahr 2004 von Nvidia vorgestellter Chip, um Grafikchips mit nativer AGP-Anbindung auch mit einer PCI-Express-Schnittstelle nutzen zu können. Dies hatte vor allem den Grund, dass man bereits bestehende Chipdesigns mit unterschiedlichen Schnittstellen nutzen konnte, ohne das Chipdesign selbst zu verändern.
Später folgte eine umgekehrte Variante, die es erlaubte die neuen nativen PCI-Express-Mikrochips an AGP anzubinden. Ab Nvidias NV45 (Geforce-6-Serie) wurde der HSI-Chip auf das Package der GPU (On-Package) verlagert
HSI-Bridges wurden bis zur Geforce-7-Serie eingesetzt. Aufgrund der Obsoleszenz des AGP-Standards sind HSI-Bridges heute nicht mehr in Verwendung.
Einen ähnlichen Zweck hat ATI Rialto von ATI Technologies.